# Векеляр
Векеляр — упразднённое село в Сулейман-Стальском районе Дагестана. Входило в состав Алкадарского сельсовета. Упразднено в 1970 г.

## География
Располагалось в 3,5 км к юго-западу от села Алкадар, на правом берегу реки Чираг.

## История
С 1866 по 1928 года Векеляр входил в Кюринский округ в составе Котур-Кюринского наибства. Вместе с сёлами Алкадар и Саидкент образовал Векеларское сельское общество. В 1929 году село состояло из 94 хозяйств и было административным центром Векелярского сельсовета Касум-Кентского района. С 1964 года начался плановый процесс по переселению жителей села в колхоз имени Калинина села Орта-Стал. В 1970 году все население переселено в село Орта-Стал.

## Население
| Год       | 1895 | 1908 | 1926 | 1939 | 1970 |
| --------- | ---- | ---- | ---- | ---- | ---- |
| Население | 472  | 470  | 495  | 513  | 48   |

По данным переписи 1886 года в селе было 91 хозяйство, численность населения составляла 472 человека (251 мужчин и 221 женщина). В 1929 году в селе проживало 495 человек (240 мужчин и 255 женщин); 100 % населения — лезгины.